# Rainier Ier
Pour les articles homonymes, voir Prince Rainier.
Rainier Ier Grimaldi (né vers 1285, mort en 1314) est le premier seigneur de Monaco.

## Histoire
En 1304, il est nommé amiral de France par Philippe le Bel, roi de France. Il sauve la flotte royale, en Zélande contre les Flamands (bataille de Zierikzee) et devient donc en récompense seigneur de Cagnes, où en 1310 il élève un château fort.
Il meurt en 1314, son fils Charles Ier lui succède.

## Armoiries
| Blason | Blasonnement : Fuselé d'argent et de gueules. |